# 한국장기신용은행
한국장기신용은행(韓國長期信用銀行, 영어: Korea Long-Term Credit Bank)은 1999년 1월 1일 당시 국민은행(현재 KB국민은행)에 합병되었다.